# سانتیاگو (پوتومایو)
سانتیاگو (انگلیسی: Santiago, Putumayo) نام شهری در کشور کلمبیا است.